# Iglesia de la Santísima Trinidad (Trinopol)
La iglesia de la Santísima Trinidad (en lituano: Švč. Trejybės bažnyčia) es un edificio religioso católico que localizado en el distrito de Trinopol de Vilna, Lituania.

## Historia
La iglesia fue construida entre 1715 y 1721 y consagrada en 1722. Sin embargo, sus torres no se completaron hasta 1772.Cerca de la iglesia hay un antiguo complejo monástico de los trinitarios, que fueron invitados a la zona por Konstanty Kazimierz Brzostowski en 1700. Desde entonces, la zona recibió el nombre de los trinitarios.
En 1832, las autoridades rusas disolvieron la orden, cuando el monasterio era la sede del metropolitano uniata lituano Józef Siemaszko, quien en 1839, en el sínodo de Połock, apoyó la conexión de toda la Iglesia greco-católica con la Iglesia ortodoxa. Durante su mandato, el Metropolitano renovó y equipó el monasterio. En 1864, la iglesia confiscada por las autoridades zaristas se convirtió en una iglesia ortodoxa y en 1866 el monasterio se convirtió en residencia de verano para el alto clero ortodoxo. El monasterio cerró en 1832 y en 1846 fue cedido a la recién creada eparquía de Vilna y Lituania de la iglesia ortodoxa rusa. 
Fue devuelto a la iglesia católica después de la Primera Guerra Mundial. En los años 1919-39 el monasterio albergó un hospital universitario. Después de la Segunda Guerra Mundial, la iglesia fue cerrada.
En 1992, la iglesia fue devuelta a los fieles y el monasterio pasó al seminario de Vilna. Desde 2023 también se celebran en la iglesia servicios religiosos ortodoxos que reúnen a la comunidad que opera bajo la jurisdicción de la iglesia ortodoxa lituana del Patriarcado de Constantinopla.

## Arquitectura
La iglesia es un edificio de estilo barroco de Vilna. La fachada rococó de tres pisos, dividida horizontalmente por cornisas prominentes, está coronada con un frontón triangular flanqueado por torres. La fachada y las torres están decoradas con pilastras. Se colocaron tímpanos triangulares sobre el portal y la ventana central del segundo piso.

## Galería

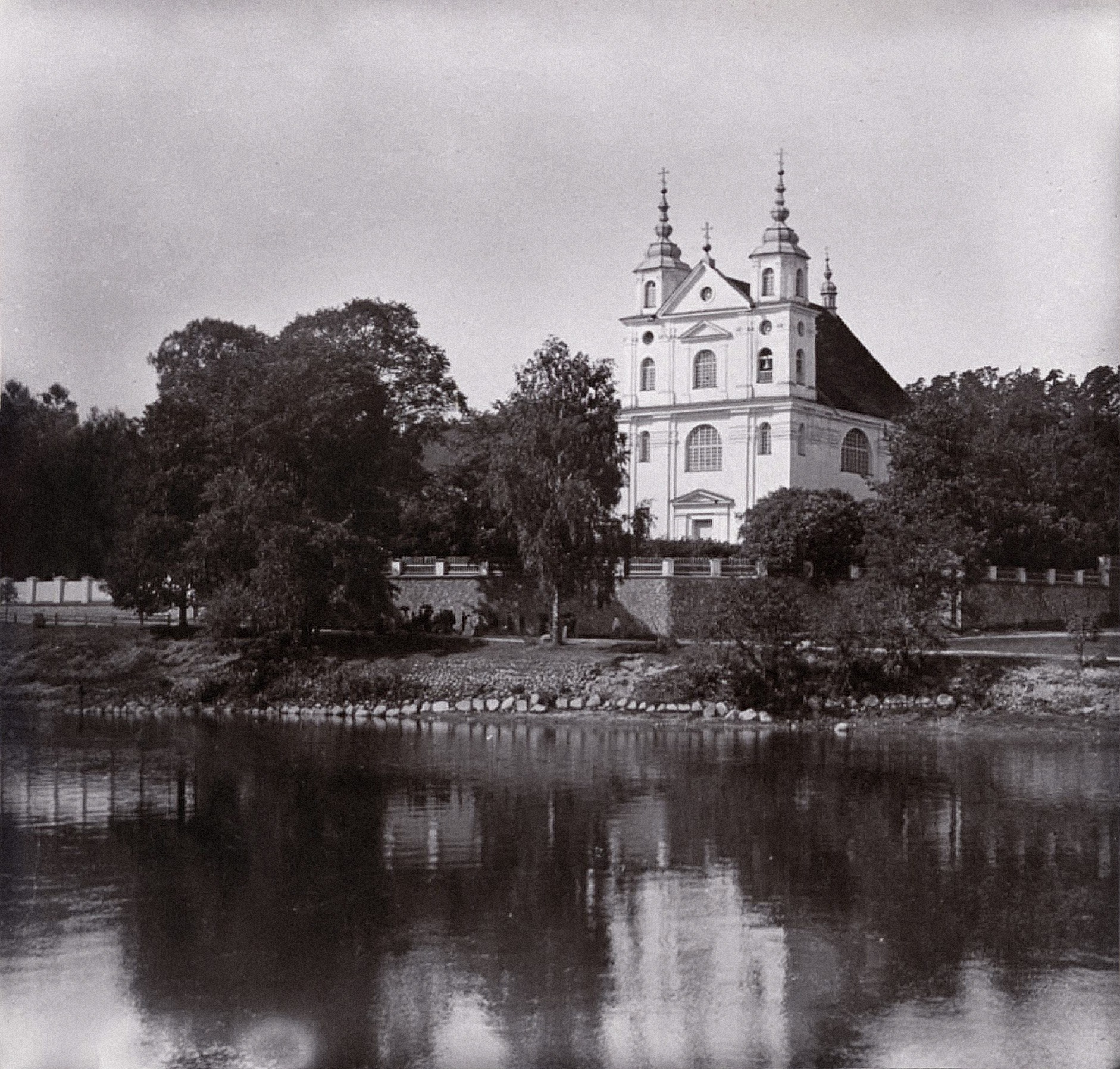
Iglesia y alrededores en 1900
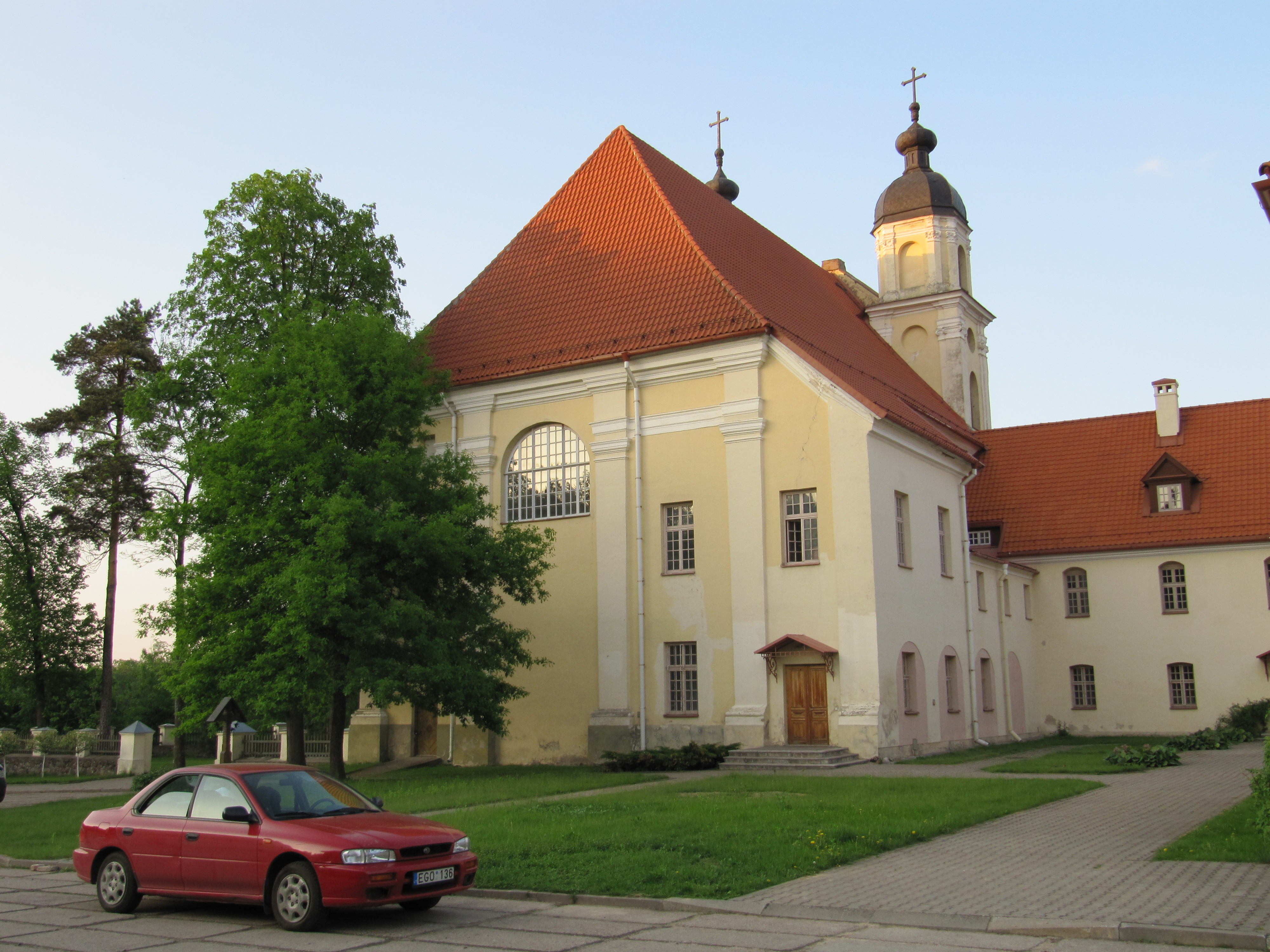
Vista trasera de la iglesia
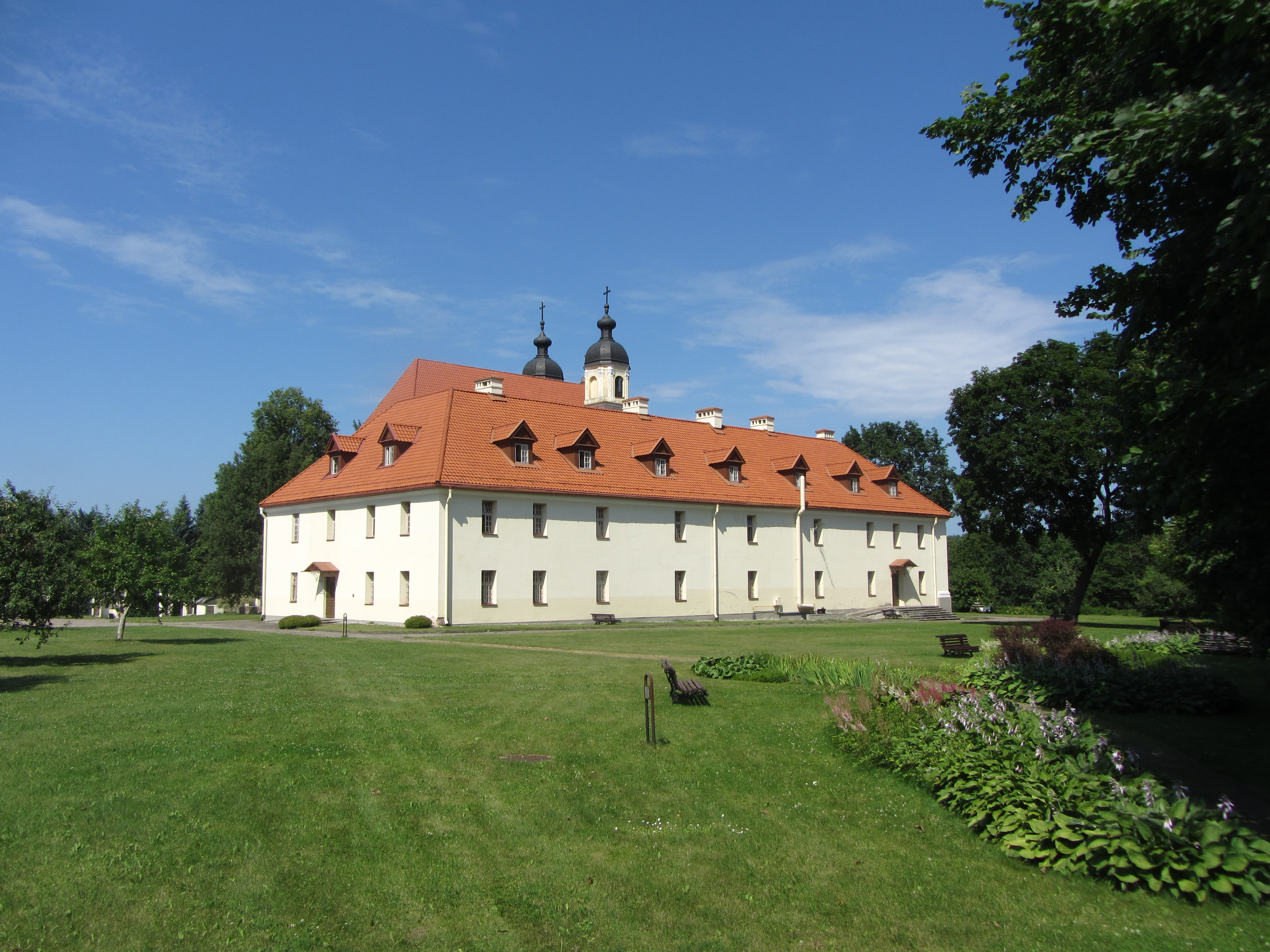
Monasterio cercano